# .300 Winchester Short Magnum

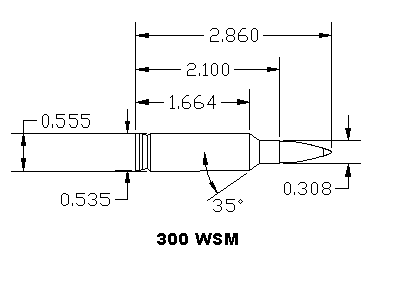

.300 Winchester Short Magnum (также известный как .300 WSM) — американский винтовочный патрон центрального воспламенения, имеющий гильзу бутылочной формы с уменьшенной закраиной. Был представлен американской компанией Winchester в 2001 году.
Главным достоинством этого вида боеприпасов считается его баллистические характеристики, которые близки к показателям патрона .300 Winchester Magnum, при значительно меньших массогабаритных параметрах.